# GParted
In informatica GParted (GNOME Partition Editor) è un software libero per il partizionamento di hard-disk, scritto in GTK e distribuito con licenza GPL, è un front-end di GNU Parted. Gira nativamente su sistemi GNU/Linux con Desktop GNOME, anche se esistono distribuzioni Live CD e LiveUSB avviabili da qualsiasi PC.

## Descrizione
Viene utilizzato per creare, cancellare, ridimensionare, spostare, controllare e copiare partizioni e file system. Permette di visualizzare le partizioni possibili e le loro dimensioni, e di crearle per via grafica con un semplice drag and drop.
È utile per ottenere spazio per nuovi sistemi operativi, riorganizzare l'utilizzo del disco, copiare dati residenti nei dischi fissi e fare una copia di una partizione.
Come GNU Parted, GParted supporta il ridimensionamento delle partizioni con file system NTFS, usando l'utility esterna ntfsresize.
Utilizza la libreria libparted per determinare e modificare periferiche e tabelle di partizioni.
Questo programma non deve essere confuso con GNU Parted, l'utilità a riga di comando pubblicata dalla Free Software Foundation.